# ジョン・マエダ
ジョン・マエダ (1966年 - )は、MicrosoftのVice President of Design and Artificial Intelligence。日系アメリカ人のグラフィックデザイナー、 テクノロジスト、計算機科学者、 大学教授、作家。
前ロードアイランド・スクール・オブ・デザイン学長(2008年6月～2013年12月)。  前 MITメディアラボ副所長。前Everbridgeのチーフテクノロジーオフィサー、前Publicis Sapient チーフ・エクスペリエンス・オフィサー。
、前 Automattic Computational Design + Inclusion グローバルヘッド。過去にGoogleやWieden+Kennedy、Sonos、eBayなどのボードメンバーも務めた。
ビジネスとデザイン、テクノロジーの融合を追求する第一人者として知られる。

## 来歴
1966年、シアトルで豆腐屋を営む日系人の父のもとに生まれる。
MITでソフトウェア工学を専攻している時にポール・ランドやMuriel Cooper（MITのVisual Language Workshopのディレクター）の作品に出会い、修士課程ではメディアラボを専攻。その後、日本の筑波大学筑波大学大学院芸術学研究科で博士課程を修了し、デザイナーとして活動を始める。アリゾナ州立大学でMBAを取得している。
1999年、エスクァイアに、21世紀の最重要人物の一人として掲載された。
2001年、コミュニケーションデザインにおいて米国ナショナルデザインアワードを受賞、New York Art Director's ClubのHall of Fameを、日本においては毎日デザイン賞を受賞。
、
2006年、『シンプリシティの法則』を出版。人々の生活を複雑性から解放する研究に基づいたこの著書は、彼の活動の中でも最も広く知られている。
2011年、AIGA Medal受賞。
Cooper–Hewitt, National Design MuseumのTrusteeでもある。

## 主な受賞歴

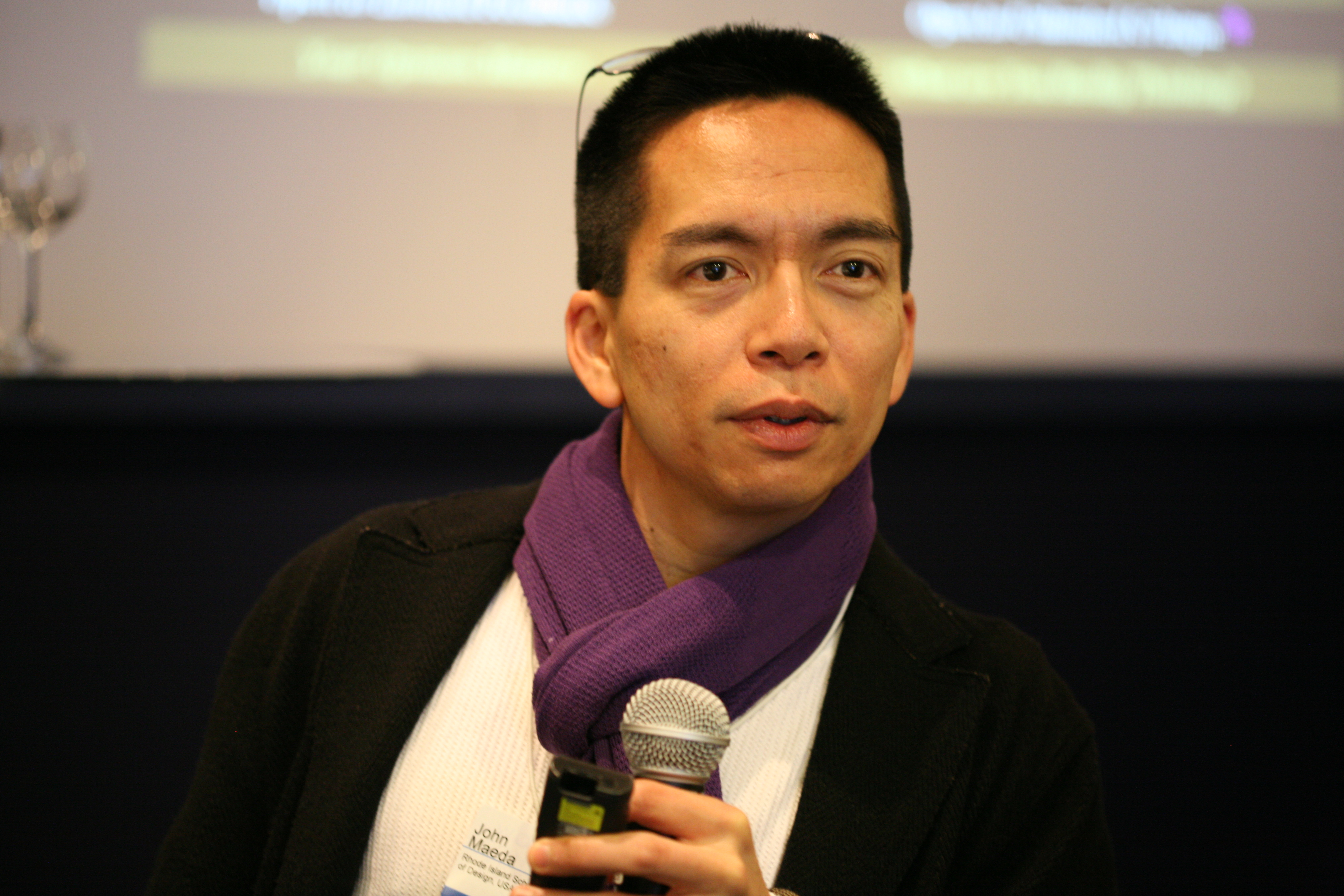
ジョン・マエダ。ダボスで行われた世界経済フォーラムにて。

- National Design Award , 2001
- New York Art Director’s Club Hall of Fame, 2009

## 略歴
- Redesigning Leadership (Simplicity: Design, Technology, Business, Life), MIT Press, 2011
- The Laws of Simplicity, MIT Press, 2006.
- Creative Code, Thames and Hudson, 2004.
- maeda@media, Thames and Hudson / Rizzoli / Bangert Verlag, 2000.
- Design By Numbers, MIT Press, 1999.
- Tap, Type, Write, Digitalogue Co., 1998.
- 12 o’clocks, Digitalogue Co., 1997.
- Flying Letters, Digitalogue Co., 1996.
- Reactive Square, Digitalogue Co., 1995.

## 参照
1. ↑  “Internationally Known Designer, Innovator, and Academic to Lead the Preeminent School of Art and Design in the 21st Century”.   Rhode Island School of Design (2007年12月21日). 2008年7月21日閲覧。
2. ↑  “Publicis Sapient announces John Maeda as Chief Experience Officer”. 06.18.2019閲覧。
3. ↑  “"John Maeda, Why Automattic?"”. August 18, 2016.閲覧。
4. ↑  “More of The Esquire 21”.   Esquire Magazine; Hearst Communications, Inc. (1999年11月). 2008年4月11日閲覧。
5. ↑  “MAEDA NAMED ONE OF YEAR’S MOST INFLUENTIAL DESIGNERS”.   MIT School of Architecture + Planning (2005年6月). 2013年12月11日時点のオリジナルよりアーカイブ。2007年7月17日閲覧。